# Chiara Siracusa
Chiara, de son vrai nom Chiara Siracusa, née le 25 septembre 1976, est une chanteuse maltaise ayant représenté 3 fois son pays au Concours Eurovision de la chanson, en 1998 puis en 2005 et en 2009.

## Eurovision
- 1998 – The One That I Love (3e place)
- 2005 – Angel (2e place)
- 2009 – What If We (22e place)

## Discographie
- 1998: Shades Of One
- 2000: What You Want
- 2003: Covering Diversions
- 2005: Here I Am